# Estádio Artemio Franchi (Siena)

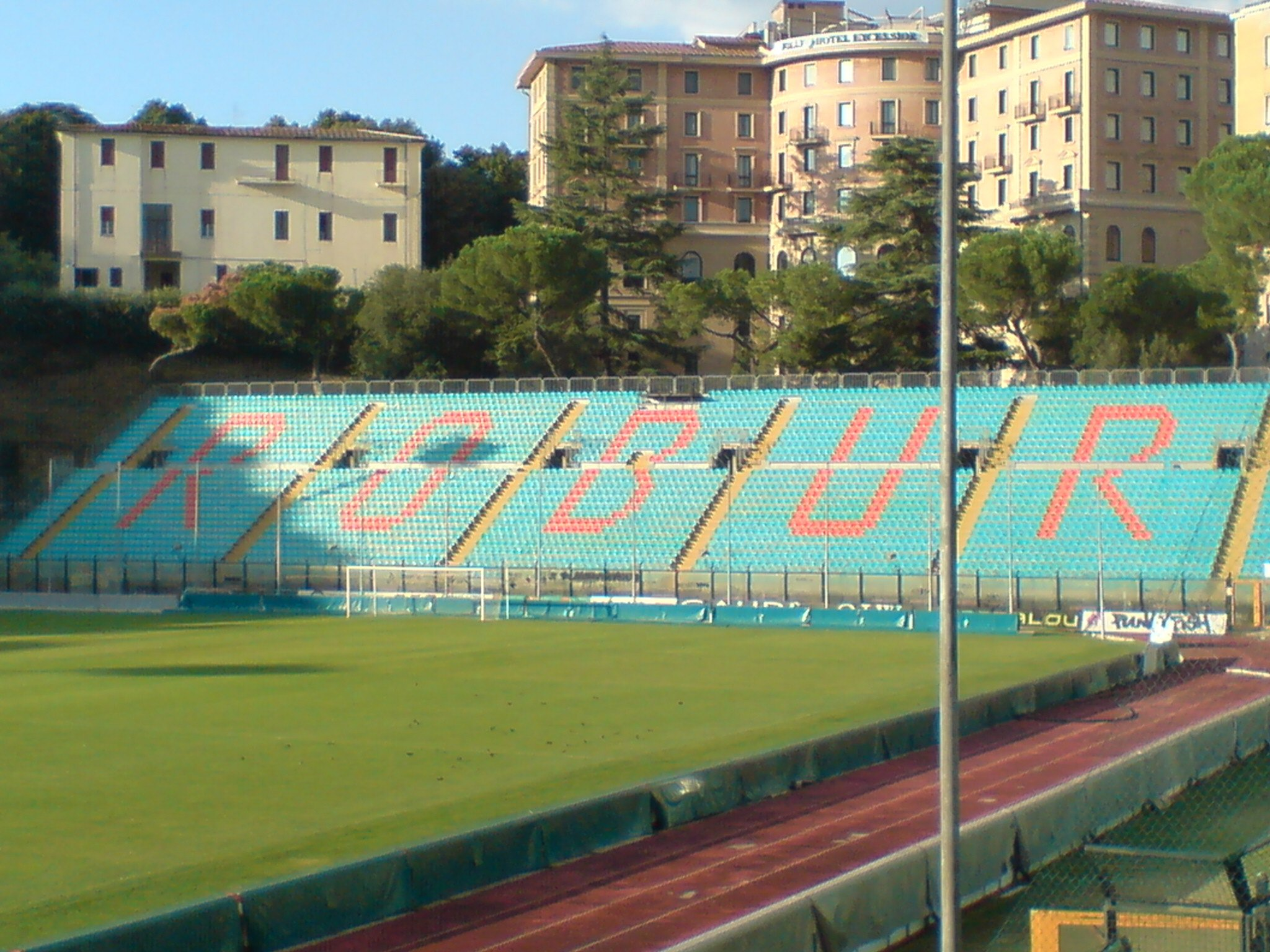
Estádio Artemio Franchi.

O Stadio Artemio Franchi é um estádio localizado em Siena, na Itália. É a casa do time de futebol Robur Siena.
Inaugurado em 1938, tem capacidade para 15.725 torcedores.
Assim como o estádio do ACF Fiorentina, foi batizado em homenagem ao ex-Presidente da Federação Italiana de Futebol e da UEFA Artemio Franchi, falecido num acidente de carro em 1983, próximo a Siena.

## Endereço
Via Mille, 3 - 53100 Siena